# Better Luck Tomorrow
Better Luck Tomorrow es una película de crimen y drama de 2002 dirigida por Justin Lin. La película trata sobre un grupo de jóvenes asiático-americanos que se aburren de sus vidas y entran en un mundo de delitos menores y excesos materiales. Better Luck Tomorrow presentó al público del cine a un reparto que incluía a Parry Shen, Jason Tobin, Sung Kang, Roger Fan, y John Cho.
La película se basó libremente en el asesinato de Stuart Tay, un adolescente del Condado de Orange, California por cuatro estudiantes de honor de Sunny Hills High School el 31 de diciembre de 1992.
En su primera adquisición cinematográfica, MTV Films finalmente adquirió Better Luck Tomorrow después de su debut en el Festival de Cine de Sundance. Después de reunirse en la convención de la National Association of Broadcasters en Las Vegas, Nevada en abril del 2001, MC Hammer (acreditado como productor) proporcionó los fondos tan necesarios al cineasta Justin Lin para esta película. El Director dijo, "Desesperado, llamé a MC Hammer porque había leído el guion y le había gustado. Dos horas después, transfirió el dinero que necesitábamos a una cuenta bancaria y nos salvó".

## Argumento
Ben Manibag y Virgil Hu son estereotipados estadounidenses de ascendencia asiática cuyo objetivo singular es ganar aceptación en universidades Ivy League de gran prestigio. Ben se involucra en actividades perfeccionistas que incluyen el aprendizaje diario de una nueva palabra SAT y el mejor Calvin Murphy.Récord de porcentaje de tiros libres. Ben revela que su perfeccionismo encubre otro lado de su vida, incluidas las papeletas de papel higiénico con Virgil y otros delitos menores, como el robo y el regreso de equipos informáticos con Virgil y su primo Han Hu para ganar dinero fácil. Ben está involucrado en muchos clubes escolares, principalmente para rellenar su solicitud a la universidad. Él hace el equipo de baloncesto, aunque termina recibiendo solo un token de tiempo de juego. Al mismo tiempo, Ben se enamora de su nueva compañera de laboratorio, Stephanie Vandergosh, una niña de ascendencia asiática adoptada por una familia blanca.
Después de conocer a Daric Loo, valedictorian sénior y presidente de casi todos los clubes de estudiantes, Ben se convierte en parte de una operación de chuletas en toda la escuela. Ben le paga a Jesús, otro estudiante, para robar los exámenes de la oficina de la escuela, que luego se venden a los estudiantes. Ben también trae a Virgil y Han a la operación, y los cuatro hacen una pequeña fortuna. Mientras tanto, Ben se ha enamorado de Stephanie. Descubre que su novio, Steve Choe, parece tomarla por sentado. Steve descubre el enamoramiento de Ben y le ofrece dejar que la lleve al Winter Formal.
Como miembro del equipo de Decatlón Académico con Daric, Virgil y Han, el equipo practica en la casa de Daric y las prácticas se convierten en fiestas de bebida. Después de que Daric cree erróneamente que va a una cita con Stephanie, el grupo se intoxica y llega a una fiesta, donde son abordados por un jugador de fútbol que se burla de ellos. Una pelea da como resultado que Daric saque una pistola, deteniendo la pelea. En la escuela el lunes siguiente, la noticia de la pelea se extiende alrededor de la escuela y la notoriedad del grupo aumenta. Se expanden gradualmente a estafas más peligrosas, como el robo de partes de computadoras de la escuela y, finalmente, la venta de drogas. Ellos mismos se convierten en usuarios, y Ben desarrolla un hábito de cocaína. Ben se siente cada vez más conflictivo al sentirse sofocado por las expectativas que otros tienen de él. En su cumpleaños, se despierta con una hemorragia nasal como resultado de su consumo de cocaína, lo que le asusta a cambiar su vida. Él le dice al grupo que quiere dejar de fumar. Daric está de acuerdo con él y agrega que su operación se ha convertido en un trabajo de tiempo completo. Daric presenta un arma de los tres a Ben para su cumpleaños.
Virgil continúa la operación por su cuenta, pero pronto queda expuesto gracias a su propio descuido y jactancia. Han se ve obligado a asumir la culpa de la operación de la hoja de trucos y se suspende, pero no antes de golpear a Virgil. Ben reanuda sus actividades académicas y extracurriculares. También comienza a pasar más tiempo con Stephanie, quien revela un lado salvaje cuando le da un CD que robó en una tienda. Finalmente, le pide a Stephanie lo formal, a lo que ella acepta. Durante un viaje a los campeonatos de Decatlón Académico en Las Vegas, Daric contrata a una prostituta para los chicos, y Ben pierde su virginidad en el proceso. Durante su turno, Virgil tira una pistola a la prostituta y ella se marcha furiosa, lo que lleva a una pelea entre Virgil y Han. A pesar de la agitación, el equipo gana la competición.
Ben y Stephanie asisten al invierno formal juntos y cultivan su amistad. La situación queda clara para Ben cuando se ve a Steve fuera del formal, esperando para llevar a Stephanie a casa. Steve se encuentra con Ben y le dice que tiene información sobre un posible puntaje. El grupo se sorprende cuando Steve quiere que roben la casa de sus padres. Se refiere a esto como una llamada de atención. Ben y Han están en contra del plan, pero Daric los convence de participar, diciendo que esta sería la oportunidad perfecta para darle una lección a Steve. Están de acuerdo con el plan y la práctica de Steve constantemente, incluso aceptando comprar una pistola para Steve.
En la víspera de Año Nuevo, los cuatro se encuentran con Steve en la casa de Jesús bajo el pretexto de robar la casa de los padres de Steve, donde comienzan a atacar a Steve. En la lucha subsiguiente el arma se dispara. Ben le gana a Steve casi hasta la muerte en la confusión. Pensando que Steve está muerto, el grupo convence a Jesús de que acepte enterrar el cuerpo en su patio trasero por $ 300. Steve comienza a temblar, pero Daric asfixia a Steve con un trapo empapado en gasolina mientras Virgil, lloroso, lo agarra. Luego, los cuatro van a una fiesta de Año Nuevo, donde Ben y Stephanie se besan a la medianoche.
En un día caluroso y soleado, Ben y Virgil descubren el cuerpo de Steve enterrado en el patio trasero. Ben debate sobre si reportar el asesinato de Steve a la policía. La culpa por el asesinato de Steve es demasiado para Virgil, quien intenta suicidarse, pero sufre un daño cerebral potencial en el proceso. En el hospital, Daric hace un comentario frívolo sobre las lesiones de Virgil que enojan a Han. Daric expresa su preocupación acerca de que Han o Virgil hayan revelado su secreto, pero Ben simplemente decide no hacer nada y se aleja.
Separado del grupo, Ben está solo en la escuela. Se encuentra con Stephanie un día de camino a casa. Ella le pregunta si ha visto a Steve últimamente, y le expresa alguna preocupación de que no haya llamado. Se besan, lo que implica la reanudación de su relación. La voz en off de Ben le dice a la audiencia que no tiene idea de lo que depara el futuro, pero todo lo que sabe es que no hay vuelta atrás.

## Reparto
- Parry Shen como Ben Manibag, un estudiante heterosexual que comete delitos menores para expresarse de otras maneras.
- Jason Tobin como Virgil Hu, amigo de Ben desde cuarto grado.
- Sung Kang como Han Lue, el primo de Virgil.
- Roger Fan como Daric Loo, el violento, egocentrico, valedictoriano de último año.
- John Cho como Steve Choe, el novio de Stephanie.
- Karin Anna Cheung como Stephanie Vandergosh.
- Jerry Mathers como El Profesor de Biología.

## Desarrollo
Lin dijo que el título "Better Luck Tomorrow" se refiere a cómo la película explora "toda la cultura juvenil de hoy, específicamente los estadounidenses de origen asiático, pero también la mentalidad general de los adolescentes de hoy. Quiero decir, trabajo con adolescentes, crecí". en los años 80, y ya es muy diferente, la mentalidad. Vas a los suburbios, miras a los niños de clase media alta y, a través de los medios de comunicación, ellos literalmente adoptaron una mentalidad urbana-gánster ".
Originalmente, la película iba a ser filmada en video digital, pero dentro de dos semanas, después de que Fujifilm y luego Kodak propusiera tratos con el director, la filmación cambió a 35 mm.

## Recepción de la crítica
La película fue calificada como "fresca certificada" con un índice de aprobación del 81% según el sitio web de agregados de la revisión Rotten Tomatoes, basada en 104 comentarios con una calificación promedio de 7/10. El consenso crítico del sitio web dice: "Un trabajo prometedor de Lin, el enérgico Better Luck Tomorrow es perturbador y estimulante". En Metacritic, la película tiene un puntaje promedio ponderado de 67 sobre 100, basado en 32 críticos, que indican "críticas generalmente favorables". Peter Travers, de Rolling Stone, escribió: "Lin es un talento que hay que ver. Hay una trampa en esta película que te afecta". Roger Ebert en el Chicago Sun-Times le dio a la película una calificación de cuatro estrellas y escribió que era una "parábola perturbadora y hábilmente dicha sobre el crecimiento en la América actual y que Lin se revela como un director hábil y seguro".

## Conexión conThe Fast and the Furious
El director Justin Lin luego dirigió múltiples películas en la franquicia Fast & Furious, con Kang retomando su papel como Han Lue. Better Luck Tomorrow fue posteriormente reconocida como la historia de origen de Han, conectando retroactivamente la película con la franquicia.

## Premios y festivales de cine
- Elección oficial: Festival de cine de Sundance, 2002. En una sesión de preguntas y respuestas después de una proyección del festival, en respuesta a un miembro de la audiencia que le preguntó al director Lin si pensaba que era irresponsable retratar a los asiático-americanos de manera tan negativa, Roger Ebert se puso de pie. Levantado y dijo, enojado: "Lo que me parece muy ofensivo y condescendiente acerca de su declaración es que nadie le diría a un grupo de cineastas blancos: '¿Cómo podría hacerle esto a su gente?'". Y luego continuó: "Esta película tiene el derecho de ser sobre esta gente, y los estadounidenses de origen asiático tienen el derecho de ser lo que sea que quieran ser. No tienen que 'representar' a su gente". La aprobación de la película por parte de Ebert atrajo la atención de los principales estudios, lo que finalmente llevó a MTV.
- Selección Oficial - Festival Internacional de Cine de Toronto, 2002.
- Nominación al Premio del Gran Jurado - Festival de cine de Sundance, 2002.
- Independent Spirit Awards - Nominación al premio John Cassavetes, 2004.
- Una escena en Better Luck Tomorrow también presenta la línea "Los rumores acerca de nosotros vinieron, y fueron Rápidos y Furiosos".
- Es un Spin Off de Rápidos y Furiosos dándole una historia de inicio a Han.
- Se nos muestra que Han fumaba en sus días de secundaria, es por eso que siempre se le ve comiendo papitas en las películas de Rápidos y Furiosos, luego de dejar este hábito.